# تاریخ انگلستان

کشورهای تشکیل‌دهندهٔ پادشاهی متحد بریتانیای کبیر و ایرلند شمالی در گذر زمان

این نوشتار به تاریخ انگلستان به معنای عامی که واژه انگلستان در منابع فارسی دارد — صرف نظر از معانی خاص انگلستان و بریتانیا در منابع غربی — می‌پردازد.
تاریخ انگلستان با عبور نخستین مهاجران از تنگه دوور و ورود آن‌ها به جزایر بریتانیا در هزاران سال پیش آغاز می‌گردد. انسان‌ها تا حدود ۱۲۰۰۰ سال پیش، یعنی تا انتهای آخرین عصر یخبندان، به‌طور پیوسته در این سرزمین سکونت داشته‌اند. در سال ۴۳ پیش از میلاد فتح بریتانیا به دست رومیان آغاز شد. رومیان تا قرن پنجم پس از میلاد کنترل ایالت بریتانیا را حفظ کردند.
با پایان دوران حکمرانی رومیان بر بریتانیا، آنگلوساکسونها توانستند در آن جا ساکن شوند. معمولاً اسکان آنگلوساکسون‌ها را سرآغاز کشور انگلستان و نژاد انگلیسی می‌دانند. آن‌ها با خود زبان انگلیسی باستان را آوردند. این زبان جایگزین زبان بریتانیایی شد.
از حدود سال ۸۰۰ پس از میلاد نورس‌ها کنترل قسمت‌های پهناوری از انگلستان را در دست گرفتند. در سال ۱۰۶۶ میلادی نورمن‌ها به رهبری ویلیام فاتح به انگلستان حمله بردند و بر آن سلطه یافتند. ویلیام فاتح سلسلهٔ نورمنی را پایه‌گذاری کرد. این سلسله بیش از یک و نیم‌قرن بر انگلستان حکمرانی کردند تا این که دورهٔ بحران جانشینی پیش آمد. در پی این دوره، انگلستان تحت حاکمیت دودمان پلانتاژنه قرار گرفت. این خاندان ادعای حاکمیت پادشاهی فرانسه را نیز داشت که منجر به بحران جانشینی شد و جنگ صدساله را در پی داشت. انگلستان پس از جنگ‌های صدساله گرفتار جنگ‌های جانشینی خودش(جنگ رز ها) شد. سرانجام هنری تئودور جنگ رزها را پایان داد و سلسلهٔ تئودورها را پایه‌گذاری کرد.
انگلستان تحت حاکمیت تئودورها و پس از آن تحت حاکمیت سلسلهٔ استوارت تبدیل به یک قدرت استعماری جهانی شد. در طی دوران حاکمیت سلسلهٔ استورات، جنگ‌های داخلی به پا شد. در نتیجهٔ این جنگ‌ها چارلز اول اعدام شد و دنباله‌ای از دولت‌های جمهوری برقرار گردید.
استوارت‌ها در سال ۱۶۶۰ میلادی به تاج و تخت بازگشتند، با این حال یکی دیگر از شاهان استوارت، یعنی جیمز دوم، به خاطر تردیدهایی که دربارهٔ مذهب می‌کرد، در طی انقلاب باشکوه، از پادشاهی خلع شد. انگلستان که در قرن ۱۲ میلادی ولز را فتح کرده بود، در اوایل قرن هجدهم با اسکاتلند هم متحد شد و یک حکومت پادشاهی تحت عنوان بریتانیای کبیر تشکیل داد.
در پی انقلاب صنعتی بریتانیای کبیر به وجود آورد که در تاریخ به عنوان بزرگ‌ترین امپراتوری جهان ثبت شده‌است. پس از فرایند استعمارزدایی در قرن بیستم بخش عظیمی از این امپراتوری استقلال پیدا کرد. با این حال تأثیرات فرهنگی آن هنوز هم در بسیاری از کشورها گسترده و عمیق است.

## پیش از رومیان

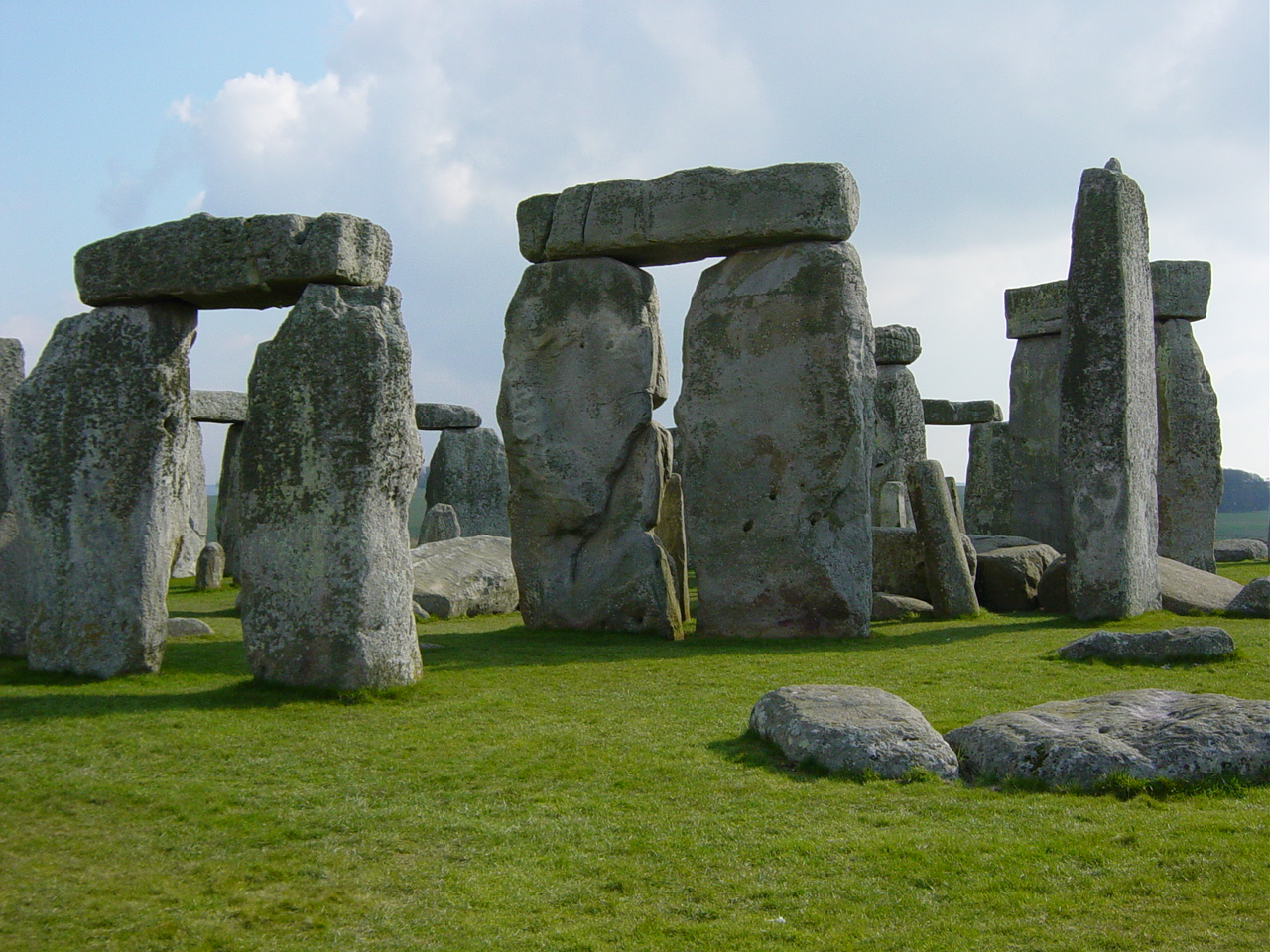
زمان نصب سنگهای استون هنج، ۲۰۰۰ تا ۲۵۰۰ سال پیش از میلاد مسیح، تخمین زده می‌شود.

با کشف تعدادی ابزار سنگی و رد پا در هَپیس‌برگ در نورفولک، معلوم شده‌است که از بیش از هشتصد هزار سال پیش انسان‌های باستانی در سرزمینی که اکنون به آن انگلستان می‌گویند زندگی می‌کرده‌اند. قدیمی‌ترین مدرکی که از حضور انسان کنونی در شمال غرب اروپا در دست است، استخوان آرواره‌ای است که در سال ۱۹۲۷ در کِنتزکاورن در ناحیهٔ دِوون کشف شد. عمر این استخوان آرواره را در سال ۲۰۱۱ دوباره تخمین زدند و سن آن را حدود ۴۱۰۰۰ تا ۴۴۰۰۰ سال برآورد کردند.
در این ناحیه بقایای فراوانی از دوران میان‌سنگی، نوسنگی، و عصر برنز وجود دارد. نخستین ساکنان شناخته شده انگلستان، شکارچیان پارینه سنگی بودند. پس از اتمام آخرین عصر یخبندان، نخستین گروه‌های کشاورز در این جزیره ساکن شدند. ساکنین انگلستان در عصر آهن، همچون دیگر نواحی بریتانیا که در جنوب خور فورث هستند، سلت‌ها بودند. البته در جنوب شرق انگلستان قبایل بلژی نیز سکونت داشتند.
در آخرین هزاره پیش از میلاد، اقوام مهاجمی به نام سلت‌ها از نوردیک به انگلستان حمله کردند و با غلبه بر ساکنان بومی، در این سرزمین سکنی گزیدند. نخستین گروه‌های سلت، حدود ۷۰۰ سال پیش از میلاد و آخرین آن‌ها (بلژها) ۷۵ سال پیش از میلاد وارد انگلستان شدند. به نظر می‌رسد نخستین بار در انگلستان، سلت‌ها از آهن در ساخت ابزارآلات بهره گرفته باشند.

## عهد رومیان

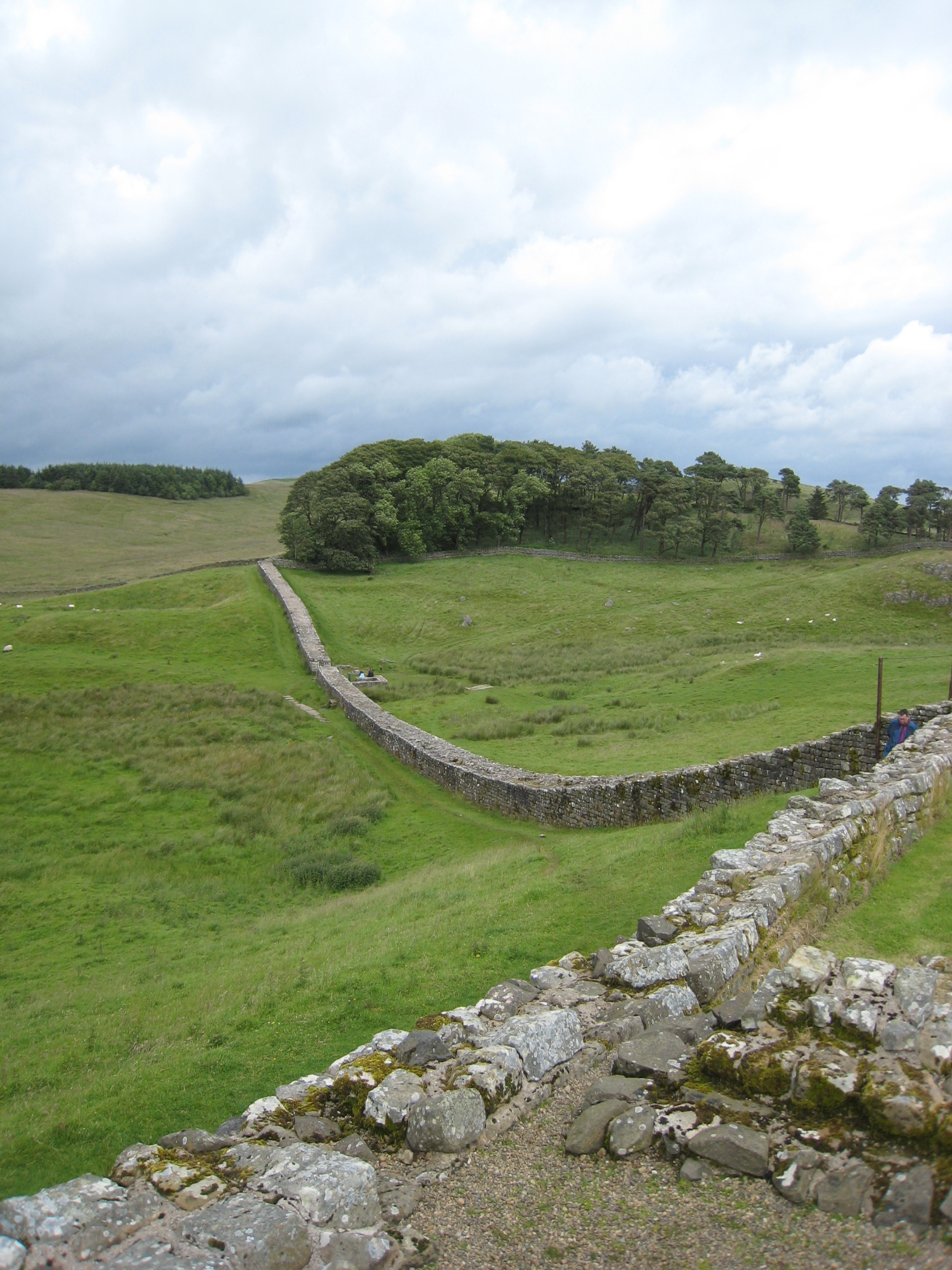
نمایی از بقایای دیوار هادریان.

سپاهیان رومی نخستین بار در سال ۵۴ پیش از میلاد به جزیره وارد شدند و فتوحات محدودی انجام دادند. در سال ۴۴ پس از میلاد، به فرمان امپراتور وقت روم، کلاودیوس اول، جنگاوران رومی به‌طور جدی و گسترده به نواحی جنوبی انگلستان حمله‌ور شدند و تا سال ۹۰ میلادی استان رومی انگلستان را تأسیس کردند. احتمالاً شهر لندن حد فاصل سال‌های ۷۰ تا ۱۰۰ میلادی بنا شده‌است.
رومی‌ها در جنوب جزیره، جاده‌ها، شهرها و امکانات رفاهی و آموزشی بسیاری ایجاد کردند. سلت‌ها با مظاهر تمدنی به مراتب کمتر، در شمال می‌زیستند؛ و برای رومی‌های ساکن جنوب، مشکلات زیادی می‌آفریدند. یکی از اقوام سلتی، پیکتز، به ویژه بیشتر مشکل آفرین بود.
چند صد سال پس از میلاد هادریان دیواری در شمال ساخت تا از حمله‌های پیاپی سلت‌ها جلوگیری کند.

## تهاجم آنگلوساکسون‌ها

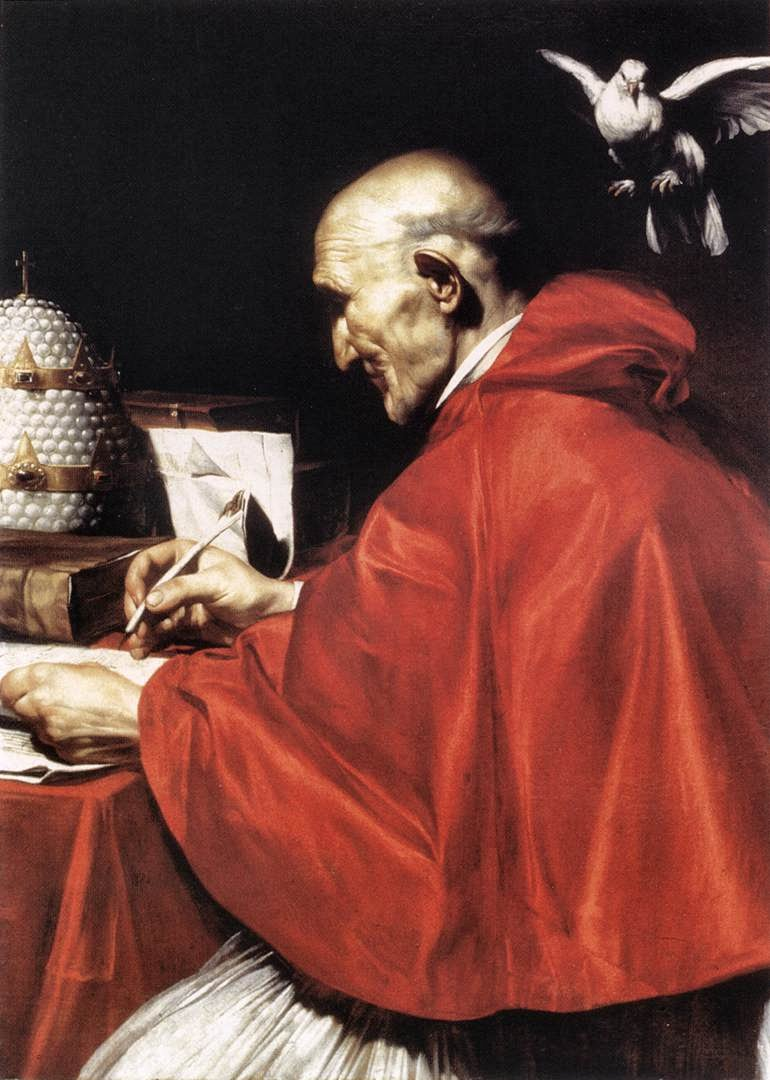
پاپ گرگوری کبیر، فرمان گسیل مبلّغان مسیحی به سوی آنگلوساکسون‌ها را امضا می‌کند.

در انتهای سده ۴ میلادی، رهبر رومی انگلستان از قبایل آلمانی خواست که در انگلستان مستقر گردند. او با این تصمیم می‌خواست که ژرمن‌ها را متحدانی صمیمی برای بخش رومی انگلستان سازد؛ تا از حملات پیکتزها جلوگیری کند.
اما نتیجه خلاف انتظار بود. سیل اقوام ژرمن از جمله ساکسون‌ها و انگلس‌ها و ژوت‌ها، در آغاز سده ۵ میلادی، رومیان انگلیسی را ناگزیر به ترک جزیره نمود. آغاز قرون وسطا در انگلستان را، همزمان با همین تهاجم‌ها ذکر کرده‌اند.
قبایل آلمانی، پس از بیرون راندن رومیان، سلت‌ها را نیز به سمت غرب به عقب راندند. انگلس‌ها و ساکسون‌ها نام خود را به این خطه دادند. انگل لند یا انگلند. این افراد را انگلوساکسون می‌نامیدند.
پیش از آمدن مسیحیت توسط رومی‌ها، مردم پیرو مذاهب سلتی و ژرمنی-مشتمل بر انواعی از ستایش و پرستش طبیعت- بودند. ۱۵۰ سال پس از آخرین یورشهای ژرمان‌ها، پاپ گرگوری کبیر رهبر کلیسای مسیحی، جرئت کرد که میسیونرهای خود را به رهبری اگوستین به سوی انگلوساکسون‌ها بفرستد. شاه کنت از انگلوساکسون‌ها با شاهزاده‌ای مسیحی از فرانک‌ها ازدواج کرد. این ازدواج، شاه کنت را مسیحی کرد و به موجب همکاری کنت با اگوستین، مسیحیت در جزیره گسترش یافت. تا سده هفتم، مسیحیان انگلستان تحت نظارت و کنترل مذهبی کلیسای رم قرار گرفتند.
در این زمان انگلستان از وحدت سیاسی برخوردار نبوده و به چندین کشور متخاصم تقسیم شده بود؛ که از جمله مهم‌ترین آن‌ها می‌توان به نورثامبریا، مرسیا، کِنت و وسکس اشاره نمود.

## نورس‌ها
از حدود ۸۰۰ پس از میلاد یورش‌های پی‌درپی وایکینگ‌ها آغاز شد. اسکاندیناویایی‌ها برای نخستین بار سال ۸۵۱ میلادی در خاک انگلستان اقامتگاه دائمی بر پا کردند. این قوم که از دانمارک هدایت می‌شدند با از میان بردن چندین حاکمیت آنگلو-ساکسون مستقل محلی از جمله پادشاهی آنگلیای شرقی، کنترل قسمت‌های پهناوری از این سرزمین را در دست گرفتند. تعدادی از فرمانروایی‌های محلی همانند برنیشا در شمال و مرسیا در مرکز، مدت بیشتری در مقابل مهاجمان دوام آوردند اما غالباً بخش زیادی از اراضی خود را از دست داده و تحت‌الحمایه دیگران گشته بودند. تنها پادشاهی وسکس که بر تمامی جنوب انگلستان سلطه داشت موفق شد کاملاً مستقل باقی بماند. این امر تنها از طریق نبردهای سنگین به رهبری آلفرد بزرگ، پادشاه این سامان حاصل گشت. آلفرد حوالی سال ۸۸۰ میلادی باقیمانده مرسیا را نیز به تصرف خود درآورد. در طول این دوره، حاکمان زیادی تلاش کردند تا پادشاهی‌های گوناگون آنگلوساکسون را که گاهی به یکدیگر نزدیک می‌شدند و گاهی تشدد بین آن‌ها حاکم می‌شد، با هم متحد کنند. این تلاش‌ها در قرن دهم میلادی منجر به ظهور پادشاهی انگلستان شد.
سلطه وایکینگ‌ها بر مناطق شمالی انگلستان و ساکن شدن آن‌ها در یورک‌شر، موجب جدایی سرزمین کنونی اسکاتلند از مردمان آنگلوساکسون جنوب و تشکیل پادشاهی مجزای اسکاتلند گردید.

### پادشاهی انگلستان
با توجه به نابسامانی‌های موجود در اراضی تحت کنترل دانمارکی‌ها، پادشاهان وسکس به عنوان تنها حاکمان محلی و با در اختیار داشتن منابع فراوان، از سال ۸۹۹ میلادی شروع باز پس‌گیری انگلستان کردند. این امر به کمک احداث شیکه ای از استحکامات که به تدریج ایجاد شدند، میسر شد. این فرایند در سال ۹۵۴ میلادی با سلطه بر تمامی سرزمین‌هایی که توسط دشمن اشغال شده بود و با به رسمیت شناخته شدن حاکمیت پادشاه وسکس بر تمامی انگلستان، با موفقیت به پایان رسید. البته این موضوع به معنای خارج شدن اسکاندیناویایی‌ها از این سرزمین نبود. بلکه با وجود رخت بربستن عده قلیلی، حاکمان محلی دانمارکی با حفظ رده‌ها و زمین‌هایشان سر جای پیشین خود باقی ماندند ولی وادار به تبعیت از پادشاهان وسکس شدند.

### بازگشت دانمارکی‌ها
با این حال حملات غارت گرانه دانمارکی‌ها به خاک بریتانیا همچنان به پایان نرسید. اتلرد دوم، پادشاه انگلستان سعی کرد از مزدوران دانمارکی علیه خود دانمارکی‌ها استفاده کند که نتیجه چندانی عاید او نشد. ادامه حملات مخرب مزدوران موجب شد اتلرد دوم ۱۳ نوامبر سال ۱۰۰۲ میلادی دستور به قتل‌عام تمامی دانمارکی‌های در دسترس بدهد. نقل‌هایی از کشته شدن خواهر اسون، پادشاه دانمارک در این کشتار آمده‌است. سال بعد جنگ بین دو پادشاه شعله‌ور شد و دانمارکی‌ها شهرهای انگلستان را به آتش کشیدند. این جنگ تا هنگام مرگ هر دو پادشاه به طول انجامید.
دانمارکی‌ها سال ۱۰۱۷ میلادی آخرین عناصر خاندان وسکس را از انگلستان بیرون رانند تا با سلطه مجدد، این بار کانوت، پسر اسون به پادشاهی انگلستان برسد. دو سال بعد با مرگ برادرش، کانوت صاحب تاج و تخت دانمارک نیز شد و مدتی بعد نروژ را هم مال خود کرد. در این امپراتوری دریایی انگلستان نقش غربی‌ترین استان را ایفا می‌نمود. کانوت سال‌های پایانی عمر خود را در انگلستان سپری کرد و تحت نفوذ عوامل مذهبی انگلیسی با وجود تباری پاگان، احتمالاً به مسیحیت کاتولیک گروید و مبلغان دینی را عازم سرزمین‌های خود در اسکاندیناوی نمود. کانوت هماهنگی کاملی با رعایای خود در انگلستان نشان می‌داد به شکلی که در پایبندی به رسم گذشتگان آنگلو-ساکسون، سال ۱۰۲۷ میلادی سفری زیارتی به رم «برای رستگاری روحش و نجات مردمش» به انجام رساند.
پس از مرگ کانوت، فرمانروایی متحدی که او با زور شکل داده و حفظ کرده بود، از هم پاشید. نهایتاً در سال ۱۰۴۲ میلادی، ادوارد معروف به اقرارگر، شاهزاده ای از خاندان وسکس قدرت را به عنوان پادشاه در انگلستان به دست گرفت. در این شرایط حملات غارت گرانه اسکاندیناویایی‌ها به سواحل انگلستان هنوز قطع نشده بود.

## تهاجم نورمن‌ها

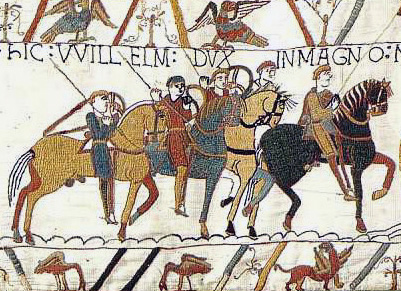
طرحی از نبرد هستینگز(۱۰۶۶ میلادی) بر پرده نگارین بایه.

سال ۱۰۶۶ میلادی ادوارد که از فشار دانمارکی‌ها به خویشاوند قدرتمندش ویلیام یکم، دوک نرماندی پناه برده بود، در همان تبعید و بی آن که فرزند و جانشین آشکاری داشته باشد، درگذشت. ویلیام به سبب خویشاوندی دوری که با ادوارد داشت، مدعی جانشینی او شد. در طرف دیگر، پادشاهان اسکاندیناوی نیز همچنان انگلستان را حق خود می‌دیدند. در همین حال انجمن ویتناگمونت، هارولد گادوینسن، ارل نیرومند وسکس را با تباری نیمه اسکاندیناویایی به پادشاهی انگلستان برگزید.
نیروهای هارولد، پادشاه نروژ و ویلیام در فاصله چند هفته قدم در خاک شمال و جنوب انگلستان گذاشتند. سپاهیان اسکاندیناویایی در نبرد استمفورد بریج شکست سختی از انگلیسی‌ها متحمل شدند و هارولد، پادشاه نروژ در جریان آن کشته شد. با این وجود ویلیام در نبرد هیستینگز بر رقیب فائق آمد. هارولد گادوینسن در این نبرد کشته شد و زان پس ایستادگی‌های پراکندهٔ انگلیسی‌ها نیز نتوانست جلوی گسترش قدرت نرمن‌ها را به سراسر انگلستان بگیرد.
با تکیه زدن ویلیام بر تخت پادشاهی انگلستان، ادعاهای‌تبار کنوت بزرگ بر این کشور به سادگی به پایان نرسید اما پس از شکست در چند مورد، به مرور در آخرین مرحله از خود به همان حملات غارت گرانه اولیه تغییر یافت. سلطنت ویلیام بر انگلستان موجب شد سرزمین‌های دو طرف کانال مانش برای قریب به یک و نیم قرن تحت حاکمیتی مشترک قرار بگیرد و انگلستان با خروج از نفوذ نورس‌ها برای همیشه به جریان سیاسی و فرهنگی اروپای غربی بپیوندد.
پس از ویلیام، پسرش، ویلیام دوم بر جای او نشست. امپراتوری نورمن‌ها در دوران پادشاه بعدی، هنری یکم، به اوج قدرت خود رسید. او توانست پادشاه اسکاتلند، شاهزادگان ولزی، دوک بریتانی و کنتهای فلاندر، بولون و پونتیو را به زیر فرمان آورد.
ویلیام آدلین، تنها پسر و وارث قانونی هنری یکم، در ۱۱۲۰ غرق شد و هنری دخترش ماتیلدا را، به عنوان جانشین تاج و تخت خود در انگلستان و نورماندی معرفی نمود. با این وجود ماتیلدا مورد قبول درباریان بانفوذ پادشاه قرار نگرفت و آن‌ها از سلطنت پسرعمه ماتیلدا، استفان حمایت کردند.
در ۱۱۴۱ استفان از نیروهای ماتیلدا شکست خورد و به اسارت او درآمد. ماتیلدا پس از زندانی کردن استفان، خود را بانوی انگلستان نامید؛ اما موفق به تاج‌گذاری به عنوان ملکه نشد.
مدتی بعد استفان به پیروزی رسید و تا زمانی که از هنری دوم شکست نخورده بود، بر تخت باقی ماند.

## دودمان پلانتاژنه

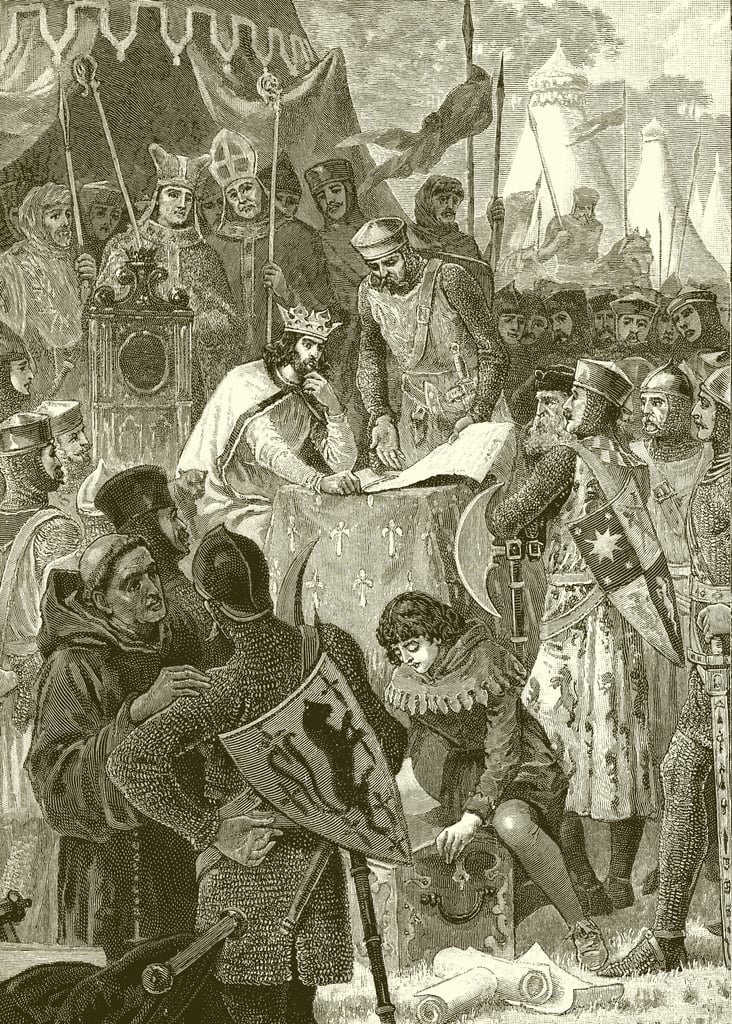
صدور فرمان مگناکارتا(۱۲۱۵ میلادی).

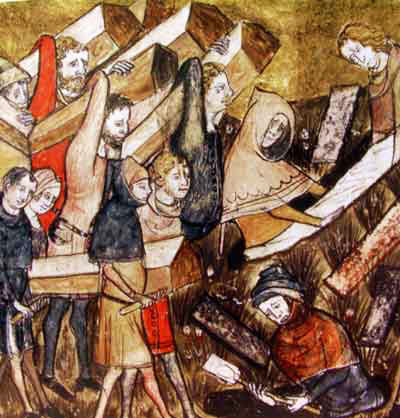
طاعون

هنری دوم فرزند ماتیلدا، سردودمان پلانتاژنه در انگلستان است. پس از هنری، از ۱۱۸۹ تا ۱۱۹۹، پسر ش ریچارد به پادشاهی رسید. در جنگ‌های صلیبی شرکت کردن ریچارد، فرنام شیردل را برای او به ارمغان آورد و به جای او نشستن برادر کوچک‌تر جان دست‌مایهٔ پیدایش داستان‌ها و افسانه‌هایی شد که از این میان رابین هود، آوازهٔ جهانی یافت.
برجسته‌ترین و تاریخ‌سازترین رخداد روزگار پادشاهی جان، همانا مگناکارتا یا فرمان بزرگ را امضا کردن بود. مگناکارتا، پیمان نامه‌ای بود که اشراف انگلیسی بر شاه تحمیل کردند و به موجب آن اختیارات پادشاه محدود شد. پادشاه بعدی از این سلسله، هنری سوم بود که در دوره زمامداری وی، مجلس عوام در کنار مجلس اعیان تأسیس گشت. شهرهای کمبریج و آکسفورد نیز در سده ۱۳ شکل گرفتند.
در زمان ادوارد نخست، پنجمین شاه پلانتاژنه، ولز به تصرف انگلستان درآمد.
طی سال‌های ۱۳۳۷ تا ۱۴۵۳، جنگ‌های معروف به جنگ‌های صدساله بین انگلیسی‌ها و فرانسوی‌ها روی داد. زمینه اصلی جنگ اختلاف بر سر مالکیت سواحل دریای مانش بود که از زمان ویلیام اول بروز کرده بود؛ اما جرقه شروع رسمی نبرد، ادعای ادوارد سوم مبنی بر تملک بر فرانسه بود.
در جنگ دریایی سال ۱۳۴۰، فرانسه به سختی شکست خورد. در سال ۱۳۴۶، بار دیگر فرانسویان در ناحیه کرسی شکست خوردند و سال بعد بندر کاله به دست انگلستان افتاد. در جنگی که طی سال ۱۳۵۶، در ناحیه پواتیه رخ داد، ژان دوم پادشاه فرانسه، مغلوب و اسیر شد.
دوره اول جنگ‌ها، در حالی در سال ۱۳۶۰ پایان یافت که فرانسویها شکست خوردند، و به موجب پیمان بریتانی، زمین‌های بسیاری را در ناحیه کاله و نواحی غربی و جنوب غربی فرانسه، به انگلستان واگذاردند.
در دوره دوم، فرانسویان با فداکاری‌های ژاندارک و کمک‌های دوک بورگونی پیروز شدند؛ و بیش تر سرزمین‌هایی را که در دوره نخست از دست داده بودند، پس‌گرفتند. جنگ‌های صد ساله همچنین باعث رشد هویت ملی و تقویت میهن‌پرستی انگلیسیان و فرانسویان شدند.
طی سال‌های ۱۳۴۸ و ۱۳۴۹ میلادی، بیماری طاعون از اروپا به انگلستان راه پیدا کرد و بسیار شایع شد؛ تا حدی که پس از مهار بیماری، جمعیت انگلستان تا نصف کاهش یافته بود. این واقعه در تاریخ اروپا به مرگ سیاه شهرت دارد.
در سال ۱۳۹۹ ریچارد دوم از سلطنت خلع شد و هنری چهارم از خاندان لنکستر به سلطنت رسید.
طی سال‌های ۱۴۵۵ تا ۱۴۸۴ جنگ گل‌ها رخ داد که نبردی بین دو خاندان سلطنتی لنکستر و یورک بود. علت این نامگذاری این بود که در جنگهای مذکور، سربازان خاندان لنکستر نشان گل سرخ و سربازان خاندان یورک نشان گل رز سفید داشتند. در جنگ گل‌ها، لنکسترها پیروز شدند؛ ولی یورک‌ها تا مدت‌ها به مقاومت ادامه می‌دادند.

## سلسله تئودور

### از قدرت یابی هنری هفتم تا خلع ماری اول

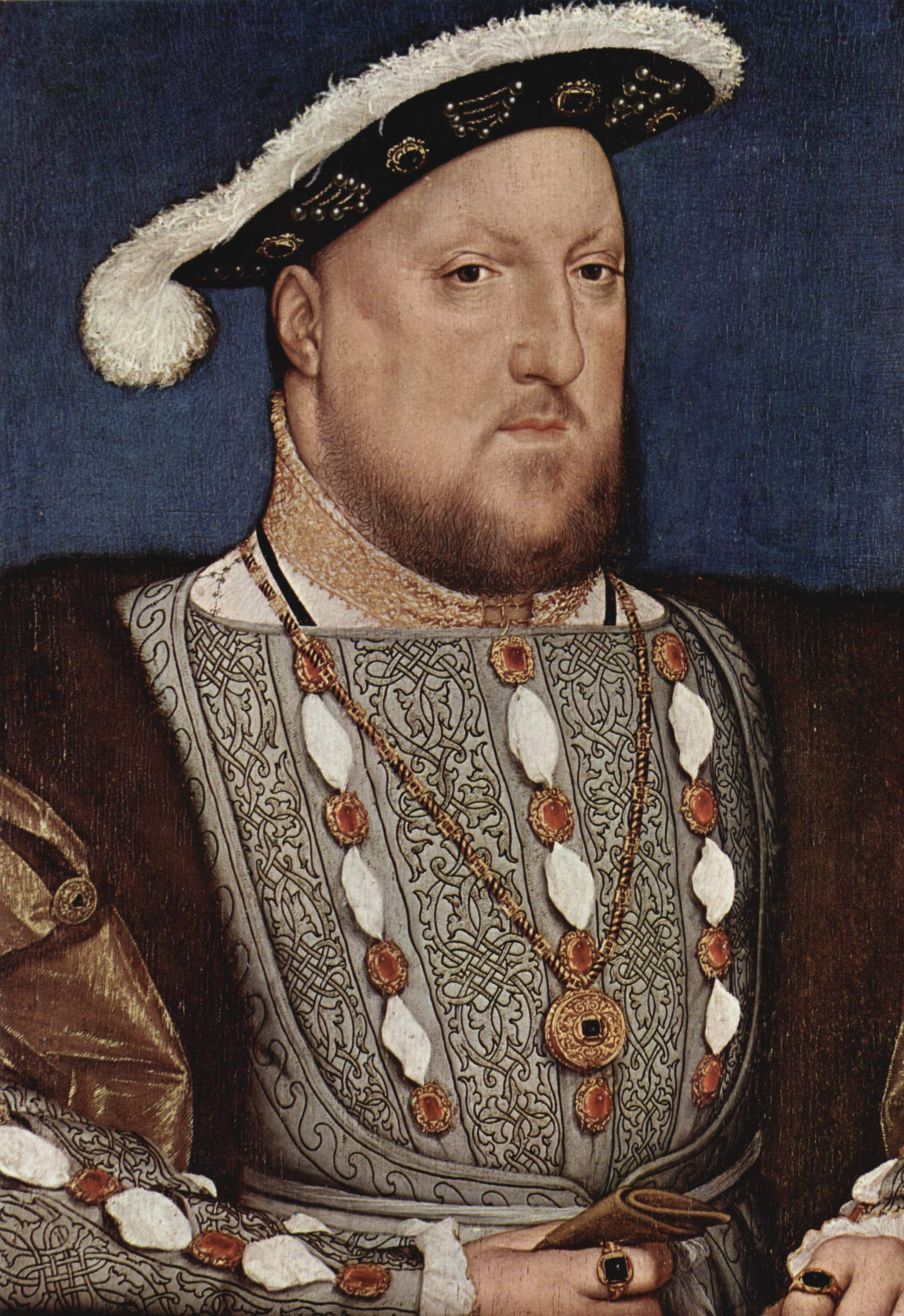
هنری هشتم، ۶ بار ازدواج کرد که ۲ تن از همسرانش را به قتل رساند.

در ۱۴۸۵، هنری تئودور با نام هنری هفتم، با شکست دادن ریچارد سوم خاندان تئودور را به سلطنت رساند. هنری هفتم قدرت سیاسی اشراف را که بر اثر جنگ گلها تضعیف شده بود، درهم شکست.
در بخش مهمی از نیمه اول سده ۱۶ میلادی، هنری هشتم پادشاه انگلستان بود. در زمان سلطنت هنری هشتم خاک ایرلند ضمیمه انگلستان گشت.
وی ۶ بار ازدواج کرد. نخستین همسر او کاترین آراگن، دختر پادشاه اسپانیا بود. هنری از او یک دختر به نام ماری داشت. هنری قصد داشت کاترین را به علت اینکه نتوانسته بود برای او پسری (به عنوان وارث تاج و تخت) به دنیا آورد، طلاق دهد؛ ولی طبق احکام مسیحی آن زمان کلیسای کاتولیک با طلاق موافقت نمی‌کرد. همین اختلاف ساده باعث شد، پاپ کلمنت هفتم هنری را تکفیر کند؛ و در مقابل هنری، کلیسای انگلیکان، کلیسای ملی انگلیسی را تأسیس کرد و از کلیسای کاتولیک تبعیت ننمود. هنری سپس همسر دومش آن بولین را اختیار نمود که بعدها به جرم زنا گردن زده شد. ثمره این ازدواج دختری به نام الیزابت بود.
پس از هنری هشتم، ماری به سلطنت رسید. او نیز مانند مادر اسپانیاییش، کاتولیکی سرسخت بود و بر خلاف رویه پدر عمل می‌کرد. او سبب احیای کاتولیکیسم در انگلستان شد و انگلیکان‌ها را با قساوتی شدید قلع و قمع نمود. این قساوتها باعث شد که او را ماری خونریز لقب دهند.

### عصر الیزابت

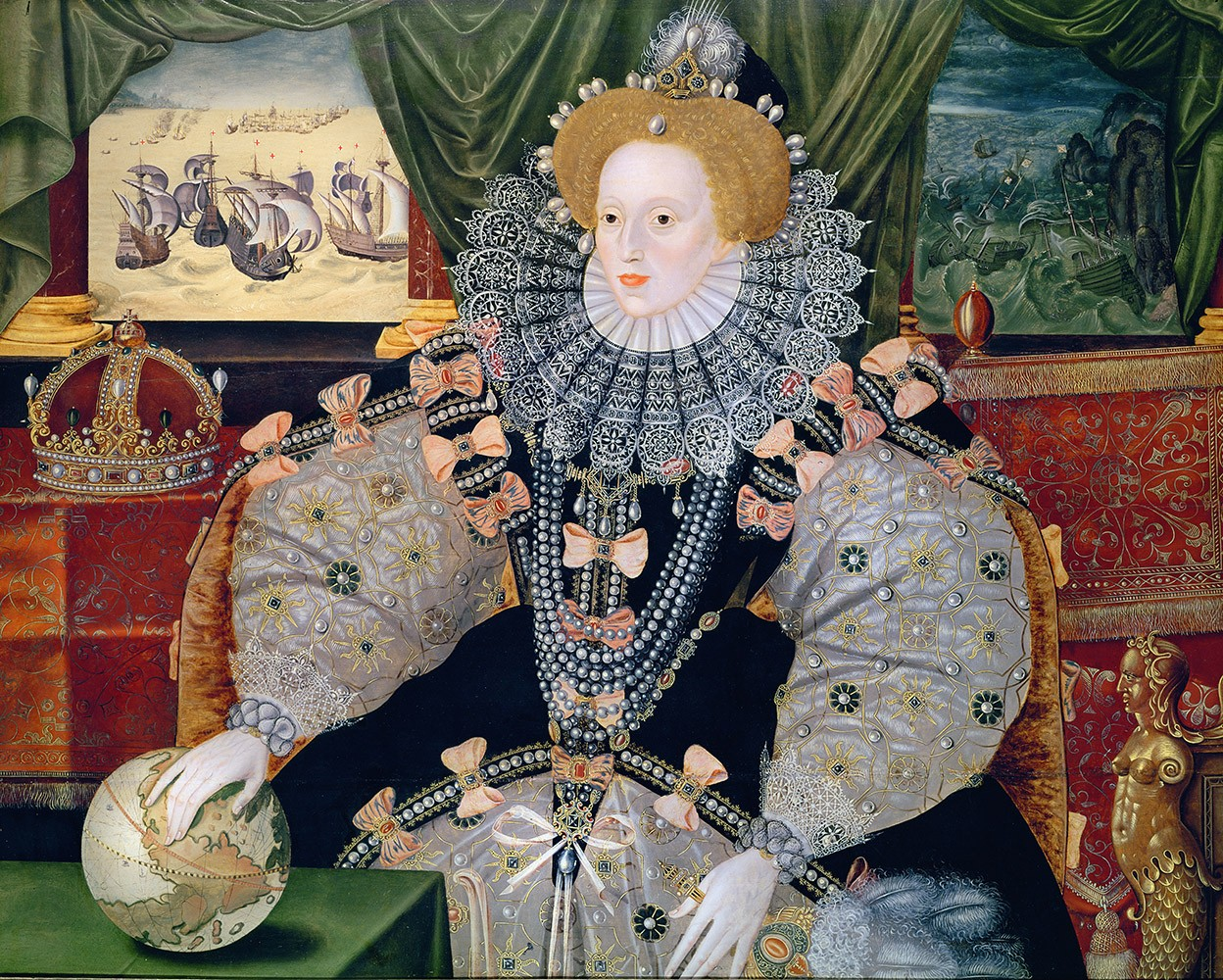
ملکه الیزابت اول. او سمبل مد در دوران خود بود.

پس از ماری، الیزابت دختر هنری هشتم، با نام الیزابت اول در سال ۱۵۵۸ به تخت سلطنت نشست. از زمان او بود که انگلستان خود را به تدریج از قرون وسطا خارج کرد. دوران زمامداری وی یکی از ادوار درخشان تاریخ انگلستان است؛ به طوری که الیزابت اول طی دوران ۴۵ ساله سلطنتش، انگلستان را به قدرتمندترین کشور جهان مبدّل نمود.
در زمینه مذهبی، مشی الیزابت در داخل کشور، مبتنی بر تقویت کلیسای انگلیکان بود و همزمان در خارج به کمک رسانی به شورشهای پروتستانها در کشورهای کاتولیک می‌پرداخت.
فیلیپ دوم پادشاه اسپانیا، که از حمایت الیزابت از پروتستانهای فرانسه به خشم آمده بود؛ توطئه‌ای طراحی نمود تا دختر عموی او ماری استوارت کاتولیک را به سلطنت برساند، ولی الیزابت توطئه را خنثی کرده، و ماری به سال ۱۵۸۷ اعدام شد.
فیلیپ قتل ماری را بهانه قرار داد، و ناوگان دریایی عظیم اسپانیا، موسوم به آرمادا را به سوی سواحل انگلستان گسیل کرد. آرمادا مشتمل بر ۱۳۵ کشتی غول آسا و بیش از ۳۰ هزار سپاهی بود. در نبرد سهمگین دریایی میان انگلستان و اسپانیا، انگلستان غلبه یافت، و طوفان نیز مزید بر علت شده؛ تنها ۵ کشتی موفق شدند به اسپانیا بازگردند. این نبرد زمینه‌ساز افولی عظیم برای اسپانیا در عرصه کشورگشایی و استعمارگری گردید.
در همین عصر، ویلیام شکسپیر بزرگ‌ترین نمایشنامه‌نویس انگلستان، و فرانسیس بیکن فیلسوف و دانشمند مشهور ظهور کردند؛ اکتشافات دریایی شدت گرفت؛ و برده‌داری به عنوان تجارتی پرسود با گسیل کردن سیاه‌پوستان به لیورپول و بریستول به سرعت اوج یافت. بردگان آفریقایی گروه گروه به مستعمرات انگلستان در قاره آمریکا منتقل می‌شدند.

## انگلستان در سده هفدهم

### توطئه باروت

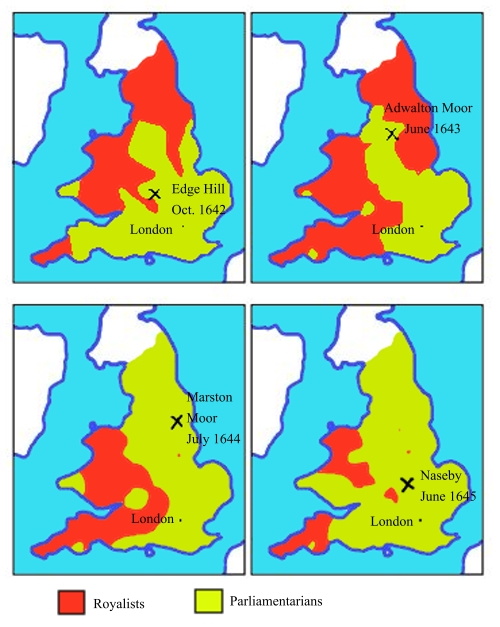
نقشه مناطقی که در جریان جنگ‌های مدنی انگلستان (۱۶۴۵–۱۶۴۲) در تصرف هواداران خاندان سلطنتی (قرمز) و هواداران پارلمان (سبز) قرار داشته‌اند.

پس از مرگ الیزابت در سال ۱۶۰۳، چون او وارثی برای تصرف تاج و تخت انگلستان در میان تئودورها نداشت؛ جیمز اول پسر ماری استوارت از خاندان استوارت اسکاتلند، به پادشاهی رسید.
جیمز با وجود آنکه از مادری کاتولیک بود؛ به قلع و قمع گسترده کاتولیک‌ها پرداخت. در نتیجه این سیاست، درگیریهای کاتولیکها و پروتستانها افزوده تر گشتند. در سال ۱۶۰۵، توطئه‌ای موسوم به توطئه باروت، به رهبری گای فاکس که کاتولیک بود، برای انفجار پارلمان و قتل شاه و نمایندگان مجلس طرح‌ریزی شد، ولی توطئه پیش از انجام، کشف و خنثی شد و گای فاکس دستگیر شده و اعدام گشت. همچنین کاتولیکها از حقوق مدنی به مدت دو قرن محروم شدند.

### دوران میان پادشاهی

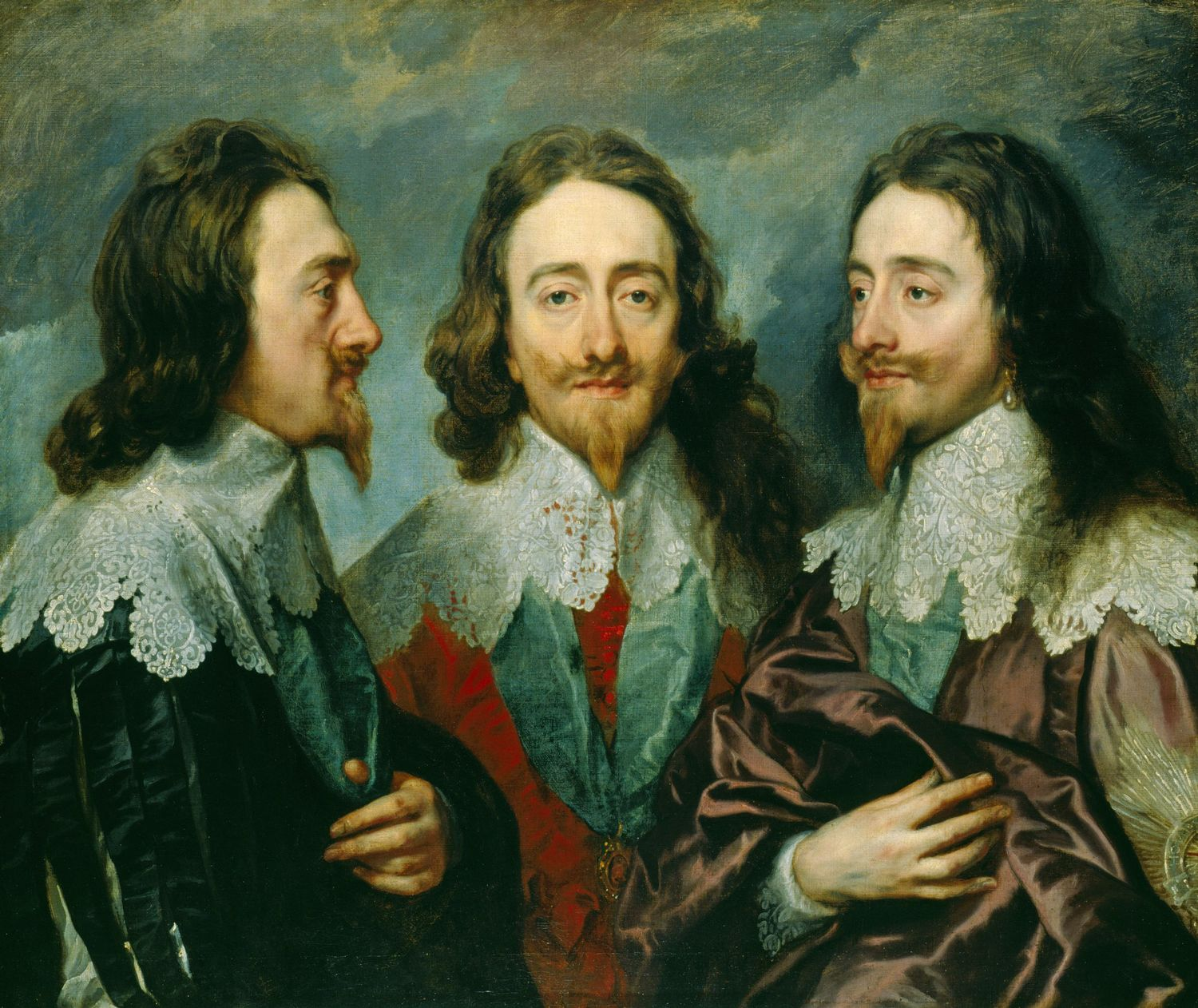
تصویری از چارلز اول که در ۱۶۴۹ گردن زده شد.

پس از جیمز اول، پسرش چارلز اول به سلطنت رسید. به دلیل خود رایی‌ها و خودکامگی‌های چارلز از یک سو، و ادامه سرکوبهای مذهبی توسط او از سوی دیگر؛ میان او و پارلمان، جنگ درگرفت و اولیور کرامول، رهبر مخالفان شاه، او را در ۱۶۴۵ شکست داد. بر اثر کارشکنی‌های پیاپی چارلز، کرامول او را به جرم خیانت به کشور، در ۱۶۴۹ گردن زد.
در همان سال شورش بزرگی در ایرلند برپا شد، که کرامول با قساوت تمام به سرکوبی آن از طریق کشتار جمعی معترضان با روش موسوم به کاشت درخت انسانی پرداخت. همچنین طی سال ۱۶۵۰، قیام سلطنت طلبان اسکاتلند به دستور کرامول به شدت سرکوب شد.
هر چند کرامول در ابتدا اعلام حکومت جمهوری کرده بود؛ اما چون نمایندگان پارلمان را با خود همراه ندید، در ۱۶۵۳ پارلمان را منحل کرد. طی سال ۱۶۵۷، پس از تشکیل مجدد پارلمان، مقام سلطنت به کرامول پیشنهاد گردید، اما وی از قبول آن خودداری ورزید.
در سال ۱۶۵۱، جنگهای دریایی میان انگستان و هلند به وقوع پیوست که با پیروزی انگلستان خاتمه یافت. همچنین دولت انگلستان، در جهت تصرف مستعمرات اسپانیا در آمریکای جنوبی، جنگهایی را از ۱۶۵۵ تا ۱۶۵۸ ترتیب داد که با پیروزی انگلستان به پایان رسیدند.

### از استرداد سلطنت تا انقلاب باشکوه
کرامول در حالی در ۱۶۵۹ درگذشت که قدرت سیاسی انگلستان در جهان نسبت به زمان پیش از او، رشد چشمگیری یافته بود. با مرگ کرامول، تنها جمهوری تاریخ انگلستان به پایان آمد؛ و حکومت پس از ۲۰ سال با پادشاه شدن چارلز دوم پسر شاه مقتول، مجدداً به خاندان استوارت رسید. البته در این فاصله برای مدت ۸ ماه، ریچارد کرامول پسر اولیور کرامول، قدرت را در دست داشت، که با فشارهای وارده مجبور به استعفا و فرار از کشور شد.
چارلز دوم پیش از رسیدن به سلطنت برای مدتی طولانی در اسکاتلند با کرامول می‌جنگید. پس از رسیدن به تاج و تخت نیز هرچند از نظر سیاسی همچون پدرش با خودکامگی و سرکوبگری و خشونت رفتار می‌کرد، فردی هنردوست و هنرپرور بود و نویسندگان بزرگی چون چاوسر، پپیس، میلتون و بانیان در دوران او ظهور کردند. همچنین کمدی در زمان او رونق بسیاری یافت.
در ۱۶۶۶ میلادی آتش‌سوزی مهیبی لندن را در کام خود گرفت. در دوره بازسازی شهر، کریستوفر رن معمار بزرگ، بناهای ارزشمندی چون کلیسای سنت پل را ساخت.
پس از حکومت ۲۵ ساله چارلز دوم، برادرش جیمز دوم به سلطنت رسید. در زمان او انقلاب معروف به انقلاب باشکوه به سال ۱۶۸۹ به وقوع پیوست؛ و با خلع جیمز دوم از سلطنت، دخترش ماری دوم و دامادش ویلیام سوم توامان به سلطنت رسیدند. اعضای پارلمان نیز اصول حکومت مشروطه سلطنتی انگلستان را پایه‌گذاری کردند و به امضای ویلیام رساندند.
در حالی که جنبش‌های فلسفی جدید در فرانسه و آلمان، رویکرد خردگرایانه را دنبال می‌کردند؛ فلاسفه انگلیسی رویکرد تجربه گرایانه را توسعه دادند. جان لاک از فلاسفه انگلیسی مهم سده هفدهم است.

## انگلستان در سده هجدهم

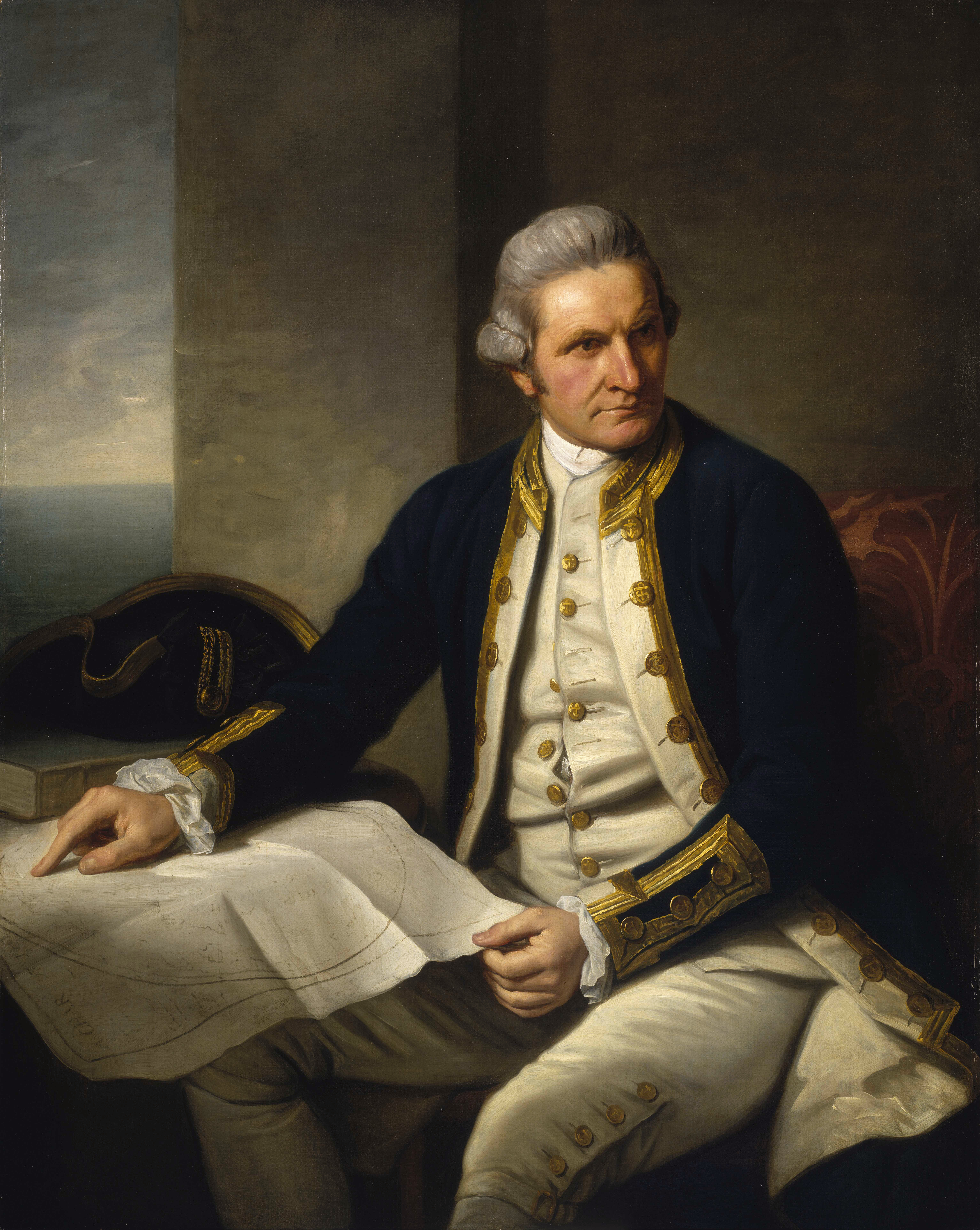
سفرهای اکتشافی ناخدا جیمز کوک منجر به توسعه سریع مستعمرات انگلستان در اقیانوسیه شد.

در زمان پادشاهی ملکه آن، به سال ۱۷۰۷، یعنی ۱۰۴ سال پس از به هم پیوستن انگلستان و اسکاتلند، پارلمان‌های دو کشور نیز ادغام گردیدند. به این ترتیب، ملکه آن نخستین فرمانروای بریتانیای کبیر؛ و رابرت والپول نخستین نخست‌وزیر آن دولت به‌شمار می‌آیند. در سال ۱۷۱۳ قرارداد صلح اوترخت (اوترشت) منعقد شد؛ و جزایر مینورکا و نووااسکوشیا و ناحیه جبل الطارق به تصرف انگلستان درآمدند.
با مرگ ملکه آن در سال ۱۷۱۴، تاج و تخت به جرج اول، امیر ناحیه هانوور آلمان که از نوادگان جیمز استوارت اول بود؛ رسید. در زمان وی که سرسلسله خاندان هانوور به‌شمار می‌آید، اختیارات پادشاه بسیار محدود شد و عمده اختیارات به دست پارلمان افتاد. پادشاهان بعدی، جرج دوم، جرج سوم و جرج چهارم هستند.
مهاجران غربی ساکن آمریکا در ۱۷۷۶ از انگلستان اعلام استقلال کردند؛ اما انگلستان تا ۱۷۸۳، استقلال آمریکا را به رسمیت نشناخت. در این زمان در آمریکای شمالی، تنها کانادا همچنان مستعمره انگلستان باقی مانده بود، در نتیجه توجه انگلستان طی سال‌های بعدی به حفظ و توسعه مستعمرات شرقی جلب شد؛ و با اکتشافات جیمز کوک، در مدتی کوتاه سرزمین‌های وسیعی را در اقیانوسیه تصرف نمود؛ به اعمال نفوذ در آسیای جنوب شرقی پرداخت؛ و بعدها جنگ تریاک را علیه چین آغاز کرد؛ که جنگ مذکور در بلندمدت واگذاری هنگ کنگ به انگلستان را در پی داشت.
در سال ۱۸۳۲، حزب لیبرال از اتحاد صاحبان صنایع و حزب ویگ به وجود آمد؛ و قدرت سیاسی از طبقه اشراف به طبقه متوسط انتقال یافت. در سال ۱۸۳۳، پارلمان کشور پس از سال‌ها کشمکش، برده داری را ممنوع اعلام نمود.
در جهان صنعت و علم، به سال ۱۷۸۰ جیمز وات دانشمند اسکاتلندی، ماشین بخار را اختراع کرد که محرکی برای انقلاب صنعتی انگلستان گشت. در ۱۸۳۰ انگلستان صنعتی‌ترین کشور جهان، و در ۱۸۵۱ لندن با جمعیت ۲٫۵ میلیون بزرگ‌ترین شهر جهان بود.
در جهان فلسفه، توسعه فلسفه انگلیسی در سده هجدهم، عمدتاً مدیون دیوید هیوم و جرج بارکلی دانسته می‌شود؛ که از تجربه گرایان مشهور بوده‌اند. از هیوم به عنوان بزرگ‌ترین فیلسوف انگلیسی تمام اعصار یاد می‌شود.

## انگلستان در سده نوزدهم

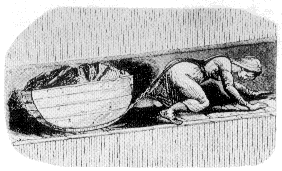
نخستین قوانین عمومی علیه عاملان پدیده کودکان کار، در نیمه نخست قرن نوزدهم، در انگلستان وضع شدند. کودکان زیر ۹ سال نباید به کار گرفته می‌شدند و نوجوانان ۹ تا ۱۸ سال حداکثر تا ۱۲ ساعت در روز مجاز به کار کردن بودند.

با سرکوب آزادیخواهان ایرلند در ۱۷۹۸ مقدمات لازم برای تأسیس رسمی پادشاهی متحد بریتانیای کبیر و ایرلند به سال ۱۸۰۱، فراهم گشت.

### عصر ویکتوریا
پس از ویلیام چهارم که خود جانشین جرج چهارم بود، در ۱۸۳۷ ملکه ویکتوریای ۱۸ ساله به تخت نشست. دوران ۶۴ ساله سلطنت او در تاریخ انگلستان به عصر ویکتوریا شهرت دارد؛ که همزمان با به اوج رسیدن گستره مستعمرات انگلستان در سطح جهان بود.
در اواخر نیمه اول قرن نوزدهم، حزب محافظه کار بنیان نهاده شد. عصر ویکتوریا همچنین، عصر تأسیس شرکت‌های نفتی مهمی چون کمپانی هند شرقی، شرکت نفت برمه، رویال داچ شل و شرکت نفت ایران و انگلیس است.
ویلیام گلدستون و بنجامین دیزرائیلی به ترتیب از حزب لیبرال و محافظه کار مهم‌ترین نخست وزیران دوره ویکتوریا بودند. جنگ واترلو از نبردهای معروف این دوره‌است.
کتاب اصل انواع چارلز داروین در ۱۸۵۹ منتشر شد و انقلابی در زیست‌شناسی پدیدآورد. همچنین موجب تأثیرات فرهنگی بسیاری گشت.
فرانسیس هربرت بردلی (F. H. Bradley) از فلاسفه انگلیسی مهم سده نوزدهم است.
ملکه ویکتوریا در سال ۱۹۰۱ درگذشت و فرزندش ادوارد هفتم از خاندان ساکس کوبورگ گوتا به پادشاهی رسید.

## انگلستان معاصر

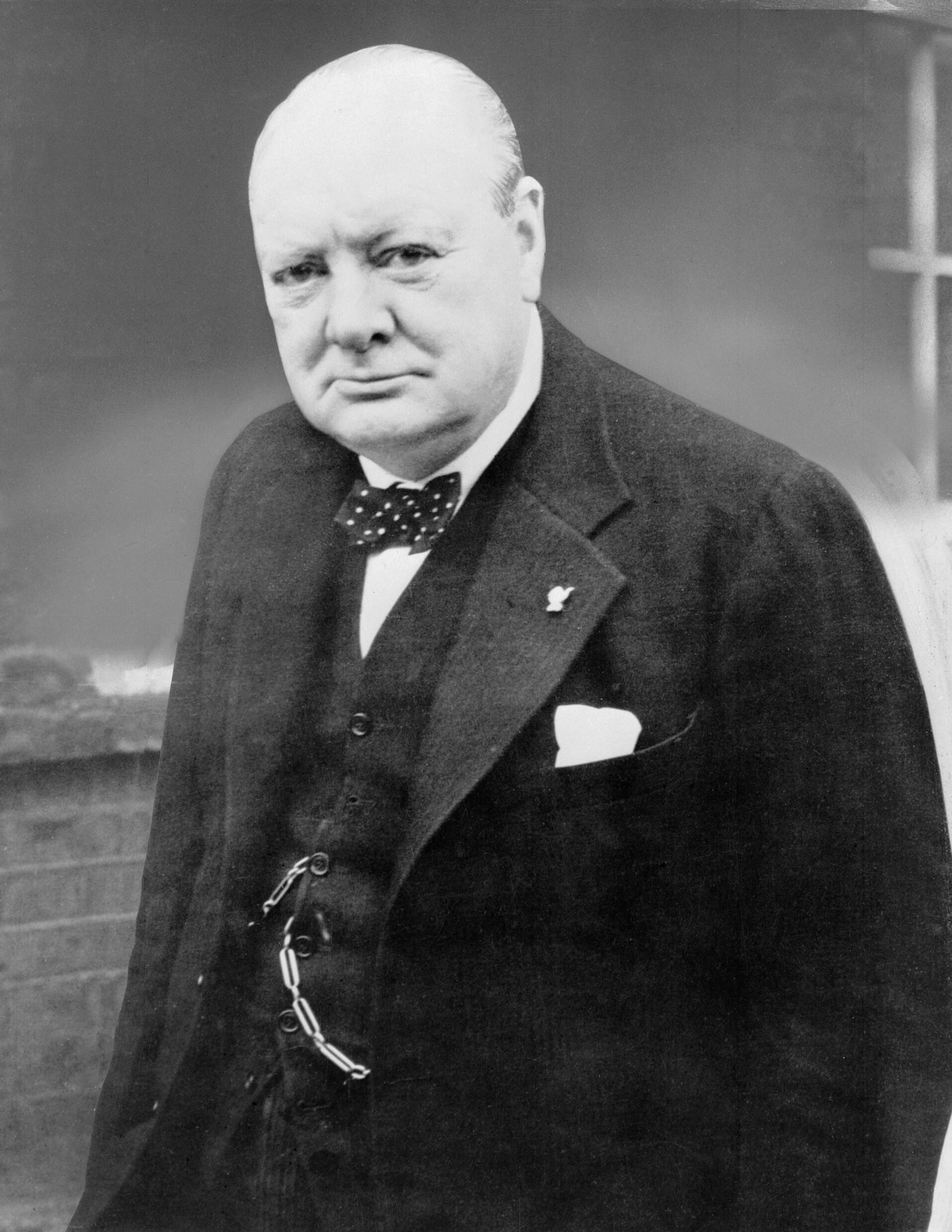
وینستون چرچیل، در سالهای حساس جنگ جهانی دوم، در منصب نخست‌وزیری انگلستان حضور یافت.

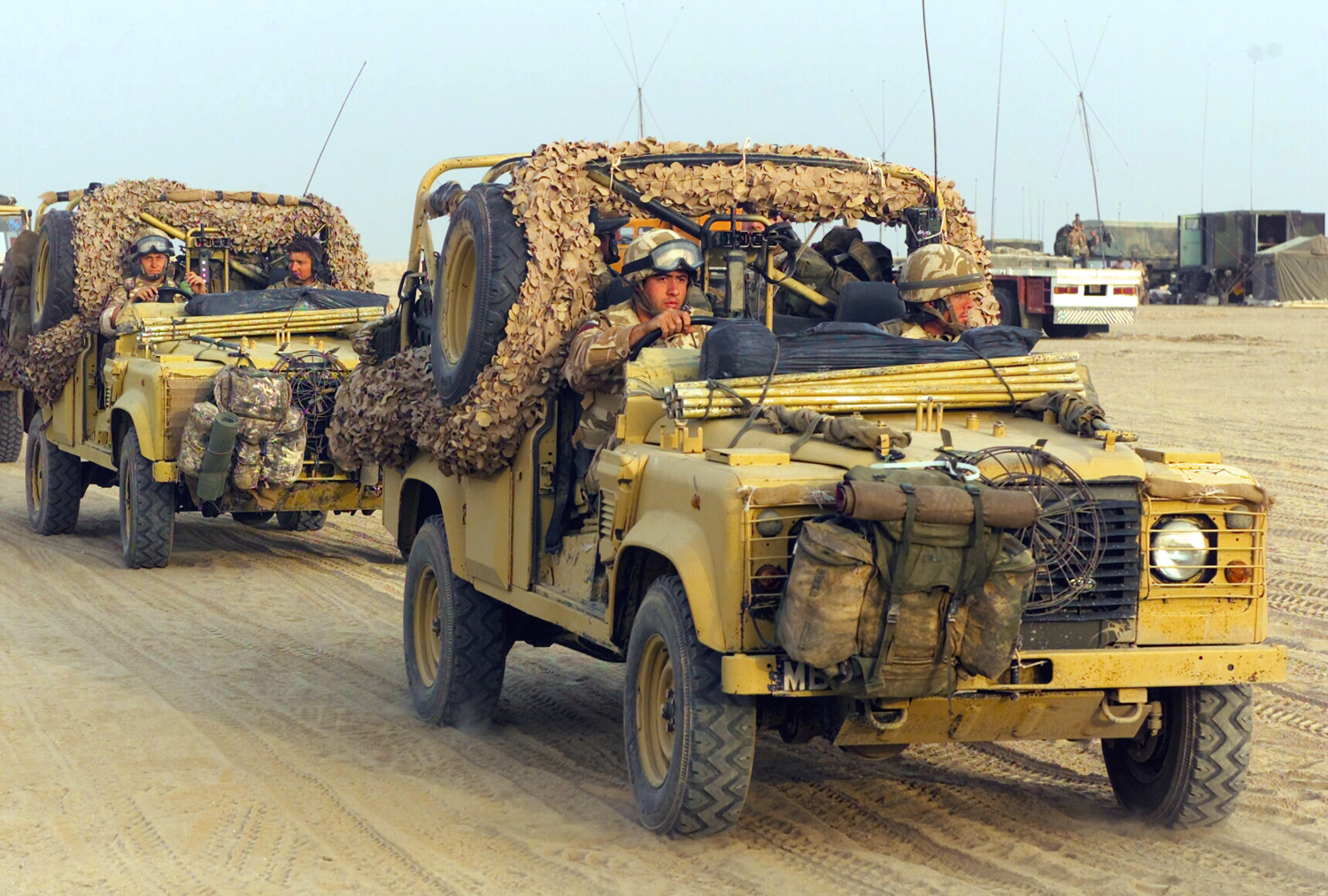
سربازان انگلیسی در عراق

در ۱۹۱۴ جنگ جهانی اول بر اثر مسابقه تسلیحاتی کشورهای اروپایی که ادوارد از مسبّان آن بود، آغاز گشت. بی‌بی‌سی در میانه جنگ تأسیس شد. برتری نیروی دریایی انگلستان در جنگ محسوس بود؛ با وجود این در دیگر صحنه‌های نبرد، دخالت آمریکا به سال ۱۹۱۷ به نفع متّفقین ضروری بود. با پایان جنگ در ۱۹۱۸، به موجب قرارداد ورسای، بسیاری از متصرفات آلمان در آفریقا به تدریج به تصرف انگلستان درآمد.
در ۱۹۱۷، با اعلامیه لرد بالفور، انگلستان از تأسیس دولت یهودی در فلسطین حمایت نمود.
شورش‌هایی که پس از جنگ جهانی اول به وقوع پیوست، موجب استقلال دولت جمهوری ایرلند جنوبی و استقلال محدود مصر گشت. از جمله دیگر اثرات جنگ اول جهانی بر اوضاع سیاسی انگلستان و مستعمراتش، می‌توان به تأسیس اتحادیه کشورهای همسود و اعطای حق حاکمیت ملی و داشتن پارلمان به قلمروهای همسود اشاره نمود.
با آغاز جنگ جهانی دوم، انگلستان در سوم سپتامبر ۱۹۳۹ علیه آلمان نازی اعلان جنگ داد؛ و فعالانه وارد جنگ شد. جنگ جهانی دوم خسارات زیادی به انگلستان تحمیل کرد، درحالی که سرزمین اصلی انگلستان در معرض بمباران‌های بی‌وقفه نازی‌ها بود؛ ژاپنی‌ها مستعمرات بریتانیا در شبه‌جزیره مالایا، هنگ کنگ و سنگاپور را هدف قرار می‌دادند.

انگلستان که از نظر اقتصادی دچار ورشکستگی شدیدی شده بود؛ در این زمان عمدتاً سیاست اعطای استقلال و حاکمیت به مستعمرات سابق، بدون درگیری و به صورت مسالمت آمیز را دنبال می‌نمود؛ اما همزمان به تلاش برای حفاظت از مستعمرات تازه‌استقلال‌یافته در برابر کمونیسم می‌پرداخت. در ۱۹۴۷ هند و پاکستان به استقلال رسیدند و به مرور دیگر مستعمرات نیز به آن‌ها پیوستند.
جنگ موجب افول انگلستان، همزمان با قدرت‌گیری ایالات متحده آمریکا گردید. در این دوره، سازمان‌های اطلاعاتی انگلیس در تجهیز و آموزش آمریکایی‌ها نقش برجسته‌ای برعهده داشتند. دولت محافظه کار وینستون چرچیل در انتخابات شکست خورد و کلمنت اتلی از حزب کارگر به نخست‌وزیری دست یافت.
از نخست وزیران مهم انگلستان در دوره‌های بعدی می‌توان به کسانی چون آنتونی ایدن (تنفیذ نخست‌وزیری در ۱۹۵۵)؛ مک میلان (تنفیذ نخست‌وزیری در ۱۹۵۷)؛ هارولد ویلسون از حزب کارگر (تنفیذ نخست‌وزیری در ۱۹۷۴٬۱۹۶۴)؛ ادوارد هیث (تنفیذ در ۱۹۷۰)؛ جیمز کالاهان از حزب کارگر (تنفیذ در ۱۹۷۶)؛ مارگارت تاچر از حزب محافظه کار (تنفیذ در۱۹۸۷٬۱۹۸۳٬۱۹۷۹)؛ جان میجر از حزب محافظه کار (تنفیذ در ۱۹۹۲٬۱۹۹۰)؛ تونی بلر از حزب کارگر (تنفیذ در ۲۰۰۵٬۲۰۰۱٬۱۹۹۷)؛ گوردون براون از حزب کارگر (تنفیذ در ۲۰۰۷)؛ و دیوید کامرون از حزب محافظه کار (تنفیذ در ۲۰۱۰) اشاره نمود.
از جمله وقایع سیاسی مهم تاریخ انگلستان در دوره پس از جنگ جهانی دوم، می‌توان به همکاری در بنیان‌گذاری اتحادیه اروپا (۱۹۷۳)؛ جنگ با آرژانتین بر سر جزایر فالکلند (آوریل ۱۹۸۲)؛ شرکت در جنگ خلیج فارس (۱۹۹۱)؛ واگذاری هنگ کنگ به چین (ژوئن ۱۹۹۷)؛ انعقاد قرارداد صلح و برگزاری همه‌پرسی در ایرلند شمالی (۱۹۹۸)؛ انتخاب مستقیم شهردار لندن از طریق انتخابات و رای مردم (۲۰۰۰)؛ همکاری با دولت بوش در جنگ با افغانستان (۲۰۰۱)؛ و عراق (۲۰۰۳) و افشای گسترده سواستفاده‌های احزاب کارگر و محافظه کار از خزانه مالی و امکانات دولتی (۲۰۱۰) اشاره نمود.
ریاست تشریفاتی حکومت بریتانیا پس از ادوارد هفتم، به ترتیب به جرج پنجم، ادوارد هشتم، جرج ششم ، الیزابت دوم و چارلز سوم رسید.
در این دوره، فلاسفهٔ انگلیسی سهم بسیاری در گسترش مکتب تحصّلی ایفا کردند. از برتراند راسل تحت عنوان بزرگ‌ترین فیلسوف انگلیسی قرن بیستم؛ و دومین فیلسوف بزرگ انگلیسی تمام اعصار، یاد می‌گردد.

### انگلیسی
- A History of Britain (TV series): At the Edge of the World, 3500 BC – 1603 AD by Simon Schama, BBC/Miramax, 2000 ISBN 0-7868-6675-6
- A History of Britain, Volume 2: The Wars of the British 1603–1776 by Simon Schama, BBC/Miramax, 2001 ISBN 0-7868-6675-6
- A History of Britain - The Complete Collection on DVD by Simon Schama, BBC ۲۰۰۲
- The Isles, A History by Norman Davies, Oxford University Press, 1999, ISBN 0-19-513442-7
- The History of England, From the First Invasion by the Romans to the Accession of William and Mary in 1688, ۱۸۱۹ by Father John Lingard (Roman Catholic perspective)
- Shortened History of England by George Macaulay Trevelyan Penguin Books ISBN 0-14-023323-7
- A History of the English Speaking Peoples by Sir Winston Churchill Cassell reference, ISBN 0-304-36389-8 — the writing of which helped bring Churchill to public attention in the 1930s, and which forms the basis of many later reference works
- Letters of the Kings of England, now first collected from the originals in Royal Archives, and from other authentic sources, private as well as public by J O Halliwell-Phillipps, London, H. Colburn, 1846. vol. ۱ — Google Books
- Stephen and Matilda The Civil War of 1139-53 by  Jim Bradbury, Alan Sutton Publishing, Ltd. , 1996, ISBN 0-7509-0612-X
- Bloch, Marc (2004). Feudal Society: The Growth of Ties of Dependence. Taylor & Francis. ISBN 0-203-40625-7.

### فارسی
- عباس جعفری (۱۳۸۷)، گیتاشناسی نوین کشورها، تهران: انتشارات گیتاشناسی، ص. صفحه ۱۲۲ تا ۱۲۴، شابک ۹۷۸-۹۶۴-۳۴۲۱۴۳۴
- عزت‌الله نوذری (۱۳۸۷)، اروپا در قرون وسطی، انتشارات نوید شیراز
- اریک هابسبام (۱۳۸۷)، صنعت و امپراتوری: تاریخ اقتصادی و اجتماعی بریتانیا از انقلاب صنعتی تا دههٔ ۱۹۶۰، ترجمهٔ عبدالله کوثری، نشر ماهی، شابک ۹۷۸-۹۶۴-۹۹۷۱-۱۰-۰